# Kloster Mariaburg (Näfels)

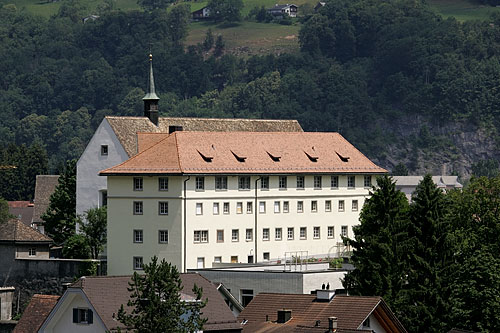
Kloster Mariaburg in Näfels

Das Kloster Mariaburg ist ein Kloster der Franziskaner (OFM) in Näfels im Kanton Glarus, Schweiz, das früher den Kapuzinern gehörte. 
Das Kloster steht auf mächtigen Stütz- und Ringmauern im alten Dorfteil auf dem «Burgstock», wo früher eine Burg stand. Es wurde 1674 als Kapuzinerkloster gegründet. 1986 übernahmen die Franziskaner (OFM) das Kloster von den Kapuzinern. In der Klosterkirche hängt ein Hochaltarbild von Johann Michael Hunger. 
Der Konvent gehört mit den übrigen Klöstern in der Schweiz zur Kustodie Christkönig innerhalb der Franziskanerprovinz Austria und ist das Versammlungshaus dieser Kustodie.

## Weblink
- Webseite der Franziskaner

Koordinaten: 47° 5′ 53,5″ N, 9° 3′ 38,5″ O; CH1903: 723135 / 217628